# Slør-Danserinden
|  | Denne artikel er oprettet af botten PalnaBot ud fra en ekstern database. Den kan derfor have sproglige fejl eller mangler. Denne skabelon kan fjernes efter kontrol af indholdet. |

Slør-Danserinden er en film instrueret af Cesare Rino Lupo.